# フランシス・ウゾホ
フランシス・オディナカ・ウゾホ(Francis Odinaka Uzoho、 1998年10月28日 - )は、ナイジェリア・ヌワングレ出身のサッカー選手。オモニア・ニコシア所属。ナイジェリア代表。ポジションは、ゴールキーパー。
スペインでは、単にフランシスと呼ばれる。

## 経歴

### クラブ
ナイジェリア出身で、14歳だった2013年にカタールのアスパイア・アカデミーに加入した。当初はフォワードだったが、12歳の時に足が遅すぎるとみなされ、ゴールキーパーにコンバートされた。2016年にバルセロナで行われた大会で活躍し、デポルティーボ・ラ・コルーニャのユースチームに加入した。
年齢の問題から、2017年1月以降に契約が可能となり、1月に契約を結んだ。2017-18シーズンに、デポルティーボBに昇格し、2017年9月10日のセグンダ・ディビシオンB・レアル・マドリード・カスティージャ戦でデビューした。
2017年10月15日、SDエイバル戦でリーガ・エスパニョーラ初出場し、トップチームデビューを果たした。18歳352日でのリーガ・エスパニョーラデビューは外国人ゴールキーパーとしては最年少で、2017-18シーズンのリーガ・エスパニョーラでレアル・マドリードのアクラフ・ハキミに次いで2番目に若い選手となった。	
2018年8月4日、デポルティーボとの新たな3年契約を結ぶ。18-19シーズンは、同じくセグンダ・ディビシオンに所属するエルチェCFへ一年間のローン移籍で加入。冬の移籍マーケットにて、エルチェは新たにＧＫを補強した。ウゾホは安定した出場機会を確保するため、18-19シーズンの下半期をキプロスのアノルトシスに所属することとなった。

### 代表
2013年に、14歳ながらU-17ナイジェリア代表の控えGKとして2013 FIFA U-17ワールドカップを制覇した。
2017年10月、ナイジェリア代表に初召集された。2017年11月14日、アルゼンチン代表との親善試合で代表デビューした。2018 FIFAワールドカップに出場するナイジェリア代表の本大会メンバーに選出された。予選時は正GKイケチュク・エゼンワと第2GKダニエル・アクペイに次ぐ3番手だったが、本大会直前でポジションを奪取し正GKとして大会に出場した。

## 個人成績

### クラブ
2021年8月27日現在
| クラブ                         | シーズン | リーグ                           | リーグ | リーグ | カップ | カップ | 合計 | 合計 |
| クラブ                         | シーズン | リーグ                           | 出場   | 得点   | 出場   | 得点   | 出場 | 得点 |
| ------------------------------ | -------- | -------------------------------- | ------ | ------ | ------ | ------ | ---- | ---- |
| デポルティーボB                | 2017-18  | セグンダ・ディビシオンB          | 26     | 0      | —      | —      | 26   | 0    |
| デポルティーボ・ラ・コルーニャ | 2017-18  | ラ・リーガ                       | 2      | 0      | 0      | 0      | 2    | 0    |
| エルチェ (loan)                | 2018-19  | セグンダ・ディビシオン           | 7      | 0      | 1      | 0      | 8    | 0    |
| アノルトシス (loan)            | 2018-19  | キプロス・ファーストディビジョン | 3      | 0      | 0      | 0      | 3    | 0    |
| オモニア (loan)                | 2019-20  | キプロス・ファーストディビジョン | 5      | 0      | 0      | 0      | 5    | 0    |
| APOEL                          | 2020-21  | キプロス・ファーストディビジョン | 18     | 0      | 6      | 0      | 24   | 0    |
| APOEL                          | 2021-22  | キプロス・ファーストディビジョン | 1      | 0      | 0      | 0      | 1    | 0    |
| APOEL                          | 合計     | 合計                             | 19     | 0      | 6      | 0      | 25   | 0    |
| 通算                           | 通算     | 通算                             | 62     | 0      | 7      | 0      | 69   | 0    |

## 代表歴

### 出場大会
- ナイジェリア代表
  - 2018 FIFAワールドカップ

### 試合数
- 国際Aマッチ 34試合 0得点（2017年-）[19]

| ナイジェリア代表 | 国際Aマッチ | 国際Aマッチ |
| 年               | 出場        | 得点        |
| ---------------- | ----------- | ----------- |
| 2017             | 1           | 0           |
| 2018             | 11          | 0           |
| 2019             | 4           | 0           |
| 2020             | 0           | 0           |
| 2021             | 2           | 0           |
| 2022             | 9           | 0           |
| 2023             | 7           | 0           |
| 2024             |             |             |
| 通算             | 34          | 0           |